# Tåby
Tåby är kyrkbyn i Tåby socken och en småort i Norrköpings kommun. 
I byn återfinns Tåby kyrka.
Under vardagar så stannar Östgötatrafikens linje 441 i Tåby